# Sara Nardelli
 Sara Nardelli (* 13. Juli 1990 in Zagreb) ist eine österreichische Musikerin.

## Leben
Bereits im Alter von fünf Jahren erhielt die jetzt in Österreich ansässige Sara Nardelli Cellounterricht und von 1997 bis 2004 Gesangsunterricht. Mit 14 Jahren sammelte sie ihre ersten Erfahrungen auf der Bühne.
Im Sommer 2010 bewarb sie sich bei der Castingshow Helden von morgen und qualifizierte sich für die Finalsendungen, dort schaffte sie es ins Finale der besten Drei und wurde letztlich Dritte. Am 11. Februar 2011 schaffte sie mit dem Lied In mir zuhaus mit Platz 11 den Einstieg in die Ö3 Austria Top 40. Die in Mureck aufgewachsene Musikerin lebte für einige Zeit in Graz und in Wien, danach in Berlin.

## Diskografie
Songs
- In mir zuhaus (2011)
- Sag es dir nicht (2011)
- Black Velvet (Cornelia Mooswalder & Sara Nardelli, 2011)
- Brennender Asphalt (2012)